# Seznam dílů seriálu Animáci
Toto je seznam dílů seriálu Animáci. Americký animovaný televizní seriál Animáci společností Warner Bros. a Amblin Entertainment měl premiéru 13. září 1993 na stanici Fox. Od 9. září 1995 do 14. listopadu 1998 byl vysílán v rámci odpoledního programového bloku Kids' WB na stanici The WB. Celkem vzniklo 99 dílů rozdělených do pěti řad.
Celovečerní film Wakko's Wish byl uveden 21. prosince 1999. Seriál také dostal spin-off Neuvěřitelná dobrodružství Rudly a Koumáka (Pinky and the Brain), jenž byl premiérově vysílán od 9. září 1995 do 14. listopadu 1998.

## Přehled řad
| Řada         | Segmenty     | Díly         | Premiéra v USA    | Premiéra v USA     | Premiéra v ČR     | Premiéra v ČR   | Stanice v USA                  | Stanice v ČR  |
| Řada         | Segmenty     | Díly         | První díl         | Poslední díl       | První díl         | Poslední díl    | Stanice v USA                  | Stanice v ČR  |
| ------------ | ------------ | ------------ | ----------------- | ------------------ | ----------------- | --------------- | ------------------------------ | ------------- |
| 1            | 171          | 65           | 13. září 1993     | 23. května 1994    | 11. prosince 1994 | 3. března 1996  | Fox (Fox Kids)                 | ČT 1 Supermax |
| 2            | 12           | 4            | 10. září 1994     | 12. listopadu 1994 | 2001              | 2001            | Fox (Fox Kids)                 | Supermax      |
| 3            | 46           | 13           | 9. září 1995      | 24. února 1996     | 2001              | 2002            | The WB (Kids' WB)              | Supermax      |
| 4            | 22           | 8            | 7. září 1996      | 16. listopadu 1996 | 2002              | 2002            | The WB (Kids' WB)              | Supermax      |
| 5            | 23           | 9            | 8. září 1997      | 14. listopadu 1998 | 2002              | 2003            | The WB (Kids' WB)              | Supermax      |
| Wakko's Wish | Wakko's Wish | Wakko's Wish | 21. prosince 1999 | 21. prosince 1999  | nebylo vysíláno   | nebylo vysíláno | domácí video (direct-to-video) |               |

## Seznam dílů
Podle následujícího barevného značení segmentů je určeno, které postavy v nich vystupují:
- Blue = Yakko, Wakko a Dáda (Dot) (138 segmentů)
- Red = Ruda s Kápem (Pinky and the Brain) (19 segmentů)
- Green = Veverka Kecka (Slappy Squirrel) (28 segmentů)
- Orange = Peřáci (Goodfeathers) (15 segmentů)
- Brown = Očko a Minka (Buttons and Mindy) (14 segmentů)
- Maroon = Rita a Rex (Rita and Runt) (12 segmentů)
- Purple = Hipíci (The Hip Hippos) (6 segmentů)
- Gold = Kohout Boo (Chicken Boo) (15 segmentů)
- Tan = Plamen (The Flame) (3 segmenty)
- Magenta = Minerva Mink (2 segmenty)
- Lime = Mr. Skullhead (1 segment)
- Pink = Katie Ka-Boom (7 segmentů)
- Gray = Jednorázové/soubory (30 segmentů)

### První řada (1993–94)
| Č. v seriálu | Č. v řadě | Původní název                                                                                                   | Český název                                                        | Režie                                                                          | Scénář | Premiéra v USA     | Premiéra v ČR      |
| --- | --------- | --- | ------------------------------------------------------------------ | ------------------------------------------------------------------------------ | --- | ------------------ | ------------------ |
| 1 | 1         | De-Zanitized!The Monkey SongNighty-Night Toon                                                                   |                                                                    | Rusty Mills a Dave MarshallGary Hartle a Rich AronsRusty Mills                 | Paul RuggTom RueggerNicholas Hollander | 13. září 1993      | 11. prosince 1994  |
| 1. Dr. Scratchansniff vypráví historku o tom, jak se kdysi snažil pomocí psychoanalýzy vyléčit sourozence Warnery z jejich šílenství 2. V parodii na píseň Harryho Belafonta „Monkey“ zpívají sourozenci Warnerovi a Dr. Scratchansniff o svém bouřlivém vztahu. 3. V parodii na dětskou knížku Goodnight Moon je každé z postav popřáno na dobrou noc. |           | |                                                                    |                                                                                | |                    |                    |
| 2 | 2         | Yakko's WorldCookies for EinsteinWin Big                                                                        | Yakkův zeměpisSušenky pro Einsteina Pokus o velkou výhru           | Rusty MillsAlfred GimenoDave Marshall a Rusty Mills                            | Randy RogelPaul Ruggnámět: Tom Ruegger scénář: Peter Hastings | 14. září 1993      | 18. prosince 1994  |
| 1. Yakko zpívá píseň na melodii „Mexického kloboukového tance“, ve které vyjmenovává státy světa. 2. Jako skauti ve Švýcarsku se sourozenci Warnerovi pokusí prodat sušenky Albertu Einsteinovi a náhodou mu pomohou objevit vzorec pro převod hmoty a energie (chybně označovaný jako vzorec pro jeho teorii relativity). 3. První scéna Pinky and the Brain (Ruda s Kápem). Kápo soutěží v pořadu o triviální hře Gyp-Parody! s cílem vyhrát dostatek peněz na nákup poslední části zařízení, které mu chybí k ovládnutí světa. |           | |                                                                    |                                                                                | |                    |                    |
| 3 | 3         | H.M.S. YakkoSlappy Goes WalnutsYakko's Universe                                                                 |                                                                    | Michael GeraldJon McClenehan a Chris BrandtAlfred Gimeno                       | Paul RuggSherri StonerováRandy Rogel | 15. září 1993      | 25. prosince 1994  |
| 1. Sourozenci Warnerovi vniknou na pláž zlého pirátského kapitána Mela. Ten se je marně snaží přimět k odchodu. 2. První scéna s veverkou Keckou (Slappy Squirel). Kecka se snaží získat vlašské ořechy ze dvora, aby z nich udělala ořechové fíkové těsto pro svého synovce Hoppyho. Dvůr však hlídá její úhlavní nepřítel, pes Doug. 3. Yakko zpívá píseň o relativní rozloze prostoru od jednoho člověka po celý vesmír. |           | |                                                                    |                                                                                | |                    |                    |
| 4 | 4         | Hooked on a CeilingGoodfeathers: The Beginning                                                                  |                                                                    | Rusty MillsGreg Reyna                                                          | námět: Tom Ruegger scénář: Gordon Bressack a Charles M. Howell IV Deanna Oliver | 16. září 1993      | 1. ledna 1995      |
| 1. Michelangelo maluje strop Sixtinské kaple, který je zničen a opraven sourozenci Warnery, kteří jsou pohoršeni všemi nahými lidmi na něm. 2. První scéna Goodfeathers (Peřáci). Squit musí najít starému holubovi (Godpigeon) nějaké jídlo, aby se z něj stal Goodfeather. |           | |                                                                    |                                                                                | |                    |                    |
| 5 | 5         | Taming of the Screwy                                                                                            |                                                                    | Alfred Gimeno                                                                  | Peter Hastings, Earl Kress a Tom Ruegger | 17. září 1993      | 8. ledna 1995      |
| Ředitel (CEO) studia WB Thaddeus Plotz pozval na večírek do studia několik velmi významných zahraničních investorů a Dr. Scratchansniff musí sourozence Warnery naučit dobrému chování, aby se mohli večírku zúčastnit. |           | |                                                                    |                                                                                | |                    |                    |
| 6 | 6         | Temporary InsanityOperation: LollipopWhat Are We?                                                               |                                                                    | Michael GeraldBarry CaldwellMichael Gerald                                     | Paul RuggPeter HastingsRandy Rogel | 20. září 1993      | 15. ledna 1995     |
| 1. Když Plotzova sekretářka onemocní, omylem za ni najme náhradu v podobě Yakka, Wakka a Dády. 2. První scénka Buttons and Mindy (Očko a Minka). Minka dostane lízátko a dostane se do potíží: lízátko přilepí na bok poštovního vozu a ona ho chce získat zpět. Pronásleduje auto, přičemž Očko běží za ní a snaží se ji ochránit. 3. Dr. Scratchansniff zhypnotizoval sourozence Warnery, aby je zbavil jejich šílenství. Scratchansniffovi se to však nepodaří. Zeptá se jich, co jsou zač, což je vede k nabídnutí řady návrhů prostřednictvím písně. |           | |                                                                    |                                                                                | |                    |                    |
| 7 | 7         | Piano RagWhen Rita Met Runt                                                                                     |                                                                    | Michael Gerald                                                                 | Nicholas HollanderSherri Stonerová | 21. září 1993      | 22. ledna 1995     |
| 1. Doktor Scratchansniff, hlídač Ralph a Hello Nurse (zdravotní sestra) pronásledují sourozence Warnery, kteří se schovají na klavírním koncertě. 2. První scéna Rita a Rex (Rita and Runt). Nezávislá kočka Rita a hloupý pes Rex se setkají v útulku pro zvířata, kde se rozhodnou vyrazit ven a najít si opravdový domov. |           | |                                                                    |                                                                                | |                    |                    |
| 8 | 8         | The Big Candy StoreBumbie's Mom                                                                                 |                                                                    | Jon McClenahanJon McClenahan a Barry Caldwell                                  | námět: Sherri Stonerová a Paul Rugg scénář: Paul Rugg Sherri Stonerová | 22. září 1993      | 29. ledna 1995     |
| 1. Sourozenci Warnerovi navštíví cukrárnu Fermana Flaxseeda a pořádně mu vyčiní. 2. Synovec Hoppy je traumatizován smrtí matky ve filmu Bumbie, the Dearest Deer a Kecka se ho snaží naučit, že v kreslených filmech nikdo doopravdy neumírá. Nechá ho navštívit herečku, která tuto roli hrála — svou starou kamarádku Vinu Walleenovou. |           | |                                                                    |                                                                                | |                    |                    |
| 9 | 9         | Wally LlamaWhere Rodents Dare                                                                                   |                                                                    | Kirk TingbladGreg Reyna a Dave Marshall                                        | Paul RuggPeter Hastings a Tom Ruegger | 23. září 1993      | 5. února 1995      |
| 1. Wally Llama, nejmoudřejší tvor na světě, se zapřísáhne, že přestane odpovídat na otázky, protože mu bylo položeno příliš mnoho hloupých otázek. Sourozenci Warnerovi však mají velmi naléhavou otázku, na kterou Wally Llama nezná odpověď. 2. Kápo plánuje na mezinárodní mírové konferenci ve švýcarských Alpách zmrazit všechny vůdce světa svým novým vynálezem. |           | |                                                                    |                                                                                | |                    |                    |
| 10 | 10        | King Yakko |                                                                    | Alfred Gimeno a Dave Marshall                                                  | Peter Hastings | 24. září 1993      | 12. února 1995     |
| Yakko zdědí trůn v Anvilanii, malém království známém především jako největší výrobce kovadlin na světě, a nakonec se spolu se svými sourozenci postaví zlému diktátorovi Umlottovi, který chce království ovládnout. |           | |                                                                    |                                                                                | |                    |                    |
| 11 | 11        | No Pain, No PaintingLes Miseranimals                                                                            |                                                                    | Alfred Gimeno a Dave MarshallGary Hartle a Rich Arons                          | Peter HastingsDeanna Oliver | 27. září 1993      | 19. února 1995     |
| 1. V roce 1905 přijíždějí sourozenci Warnerovi do pařížského domu slavného umělce Pabla Picassa. Chtějí mu pomoci malovat. Rozčilují ho natolik, že jim malování přenechá, zatímco bude odpočívat. 2. Rex Val Rex, vzpurný pes za Velké francouzské revoluce v Paříži, se snaží Ritu a další chycené kočky osvobodit, aby nebyly použity jako přísada do koláčů. Volně na motivy broadwayského muzikálu Les Misérables. |           | |                                                                    |                                                                                | |                    |                    |
| 12 | 12        | Garage Sale of the CenturyWest Side Pigeons                                                                     |                                                                    | Alfred GimenoBarry Caldwell, Greg Reyna a Dave Marshall                        | námět: Tom Ruegger a Paul Rugg scénář: Earl Kress Deanna Oliver | 28. prosince 1993  | 26. února 1995     |
| 1. Táta medvěd pořádá výprodej garáže a odmítá vracet peníze, ale narazí na problémy, když sourozenci Warnerovi vezmou tento výraz příliš doslova a pokusí se koupit jeho garáž. 2. V ptačí parodii na West Side Story soupeří Peřáci se skupinou vrabců, protože se Squit zamiloval do Carlooty, sestry konkurenčního vrabce. |           | |                                                                    |                                                                                | |                    |                    |
| 13 | 13        | Hello Nice WarnersLa BehemothLittle Old Slappy from Pasadena                                                    | Přirozené talentyHipíci na holičkáchKecka za volantem              | Alfred GimenoGary Hartle a Dave MarshallMichael Gerald a Dave Marshall         | Paul RuggNicholas HollanderTom Milton | 29. září 1993      | 5. března 1995     |
| 1. Při útěku před Ralphem se sourozenci Warnerovi nechají najmout režisérem komedie Jerrym Lewisem pro jeho film, což vede ke střetu komediálních stylů. Brzy se sourozenci stanou režiséry, čímž režiséru Lewisovi stvoří nejhorší den jeho života. 2. První scénka s hrochy (Hip Hippos). Když žirafí služka Flavia a Marity kvůli nedorozumění odejde, jsou hroši nuceni dělat vlastní domácí práce, což má katastrofální následky. 3. Veverka Kecka jede velmi rychle svým zbrusu novým autem po celém městě, aby doručila dopis. Na pozadí hraje píseň od Jana a Deana. |           | |                                                                    |                                                                                | |                    |                    |
| 14 | 14        | La La LawCat on a Hot Steel Beam                                                                                |                                                                    | Michael Gerald a Rich AronsBarry Caldwell a Greg Reyna                         | Paul RuggBarey Caldwell | 30. září 1993      | 12. března 1995    |
| 1. Když Dr. Scratchansniff dostane pokutu za parkování, jde se kvůli tomu soudit. Sourozenci Warnerovi vystupují jako jeho právníci a svými vtípky frustrují soudce. 2. Minka pronásleduje kotě, které se dostane na nebezpečné staveniště. Očko ji následuje ve snaze vrátit ji zpět domů. |           | |                                                                    |                                                                                | |                    |                    |
| 15 | 15        | Space ProbedBattle for the Planet                                                                               | Dotek vesmíruVálka světů                                           | Gary Hartle, Dave Marshall a Rich AronsAlfred Gimeno                           | John P. McCannPeter Hastings | 1. října 1993      | 19. března 1995    |
| 1. Sourozence Warnery unesou mimozemšťani, kteří je vezmou na palubu vesmírné lodi. Mimozemšťany však začnou štvát jejich lumpárny. 2. Kápo chce ovládnout svět tím, že lidem namluví, že Zemi napadli mimozemšťané, a nechá je v panice utíkat z měst. |           | |                                                                    |                                                                                | |                    |                    |
| 16 | 16        | Chalkboard BungleHurray for SlappyThe Great Wakkorotti: The Master and His Music                                |                                                                    | Rusty MillsJeffery DeGrandis                                                   | námět: Tom Ruegger a Paul Rugg scénář: Paul Rugg John P. McCannscénář: Tom Ruegger hudební adaptace: Russell Brower                                                                         | 4. října 1993      | 26. března 1995    |
| 1. Studio najme novou učitelku, slečnu Flamielovou, která má sourozence Warnery učit, ale přes veškerou snahu se setkává jen s frustrací a není schopna je nic naučit. 2. Veverka Kecka jde na banket pořádaný na její počest, aby převzala ocenění, zatímco tři její staří nepřátelé (vlk Walter, chobotnice Sid a mozkomor Beanie) plánují pomstu za roky trýznění. 3. Wakko krká do rytmu valčíku Na krásném modrém Dunaji od Johanna Strausse mladšího. |           | |                                                                    |                                                                                | |                    |                    |
| 17 | 17        | Roll Over, BeethovenThe Cat and the Fiddle                                                                      | Pan Beethoven a Pad-OušciFidly, fidly na housličky                 | Michael GeraldAlfred Gimeno                                                    | Paul RuggNicholas Hollander | 5. října 1993      | 2. dubna 1995      |
| 1. Yakko, Wakko a Dáda jako kominíci obtěžují Ludwiga van Beethovena a náhodou mu poskytnou inspiraci pro jeho Pátou symfonii. 2. V Itálii v 90. letech 16. století se houslař jménem Stradivarius ujme toulavé kočky (Rity), aby z jejího střeva mohl vyrobit houslové struny. |           | |                                                                    |                                                                                | |                    |                    |
| 18 | 18        | Pavlov's MiceChicken Boo-RyshnikovNothing But the Tooth                                                         |                                                                    | Michael GeraldGreg Reyna                                                       | námět: John P. McCann, Tom Ruegger a Sherri Stonerová scénář: John P. McCann Deanna OliverDeanna Oliver a Paul Rugg                                                                         | 6. října 1993      | 9. dubna 1995      |
| 1. Na přelomu 19. a 20. století, v Ruském impériu Kápo plánuje ovládnout svět krádeží ruských korunovačních klenotů, ale narazí na jednu překážku: psychiatr Ivan Pavlov na nich testoval podněty. 2. První krátký segment Kohout Boo (Chicken Boo). V New Yorku je Kohout Boo omylem považován za baletku a tančí v představení Čajkovského Labutího jezera. 3. Rasputina bolí zub, což mu brání zhypnotizovat cara Mikuláše II. Naneštěstí jsou zde pro něj jeho zubaři Warneři. |           | |                                                                    |                                                                                | |                    |                    |
| 19 | 19        | Meatballs or ConsequencesA Moving Experience                                                                    |                                                                    | Greg ReynaRusty Mills a Dave Marshall                                          | John P. McCannPeter Hastings | 7. října 1993      | 16. dubna 1995     |
| 1. Během návštěvy Švédska si sourozenci Warnerovi zkříží cestu se Smrtkou, která se pokusí Wakka přivést do říše mrtvých, protože během soutěže snědl příliš mnoho švédských masových kuliček. Aby ho zachránili, Yakko a Dáda vyzvou Smrtku na partii dámy. 2. Flavio a Marita se vydají do New Yorku, aby si našli nové moderní bydlení. |           | |                                                                    |                                                                                | |                    |                    |
| 20 | 20        | Hearts of TwilightThe Boids                                                                                     | Ptáci                                                              | Alfred GimenoMichael Gerald                                                    | Deanna Oliver | 12. října 1993     | 23. dubna 1995     |
| 1. Šílený režisér (podle Jerryho Lewise a Marlona Branda) překročí rozpočet o miliony dolarů, a tak Plotz pošle sourozence Warnery, aby ho zastavili. 2. Peřáci jsou najati jako kaskadéři pro film Ptáci. Snaží se udržet si svou práci, ale natáčení filmu se ukáže být těžší, než čekali. |           | |                                                                    |                                                                                | |                    |                    |
| 21 | 21        | The FlameWakko's AmericaDavy OmeletteFour Score and Seven Migraines Ago                                         |                                                                    | Barry CaldwellAlfred GimenoRusty Mills a Ron FleischerRusty Mills              | námět: Tom Ruegger scénář: Nicholas Hollander a Tom Ruegger námět: Tom Ruegger a Paul Rugg scénář: Gordon Bressack, Charles M. Howell IV a Paul Rugg Randy Rogel a Tom RueggerDeanna Oliver | 11. října 1993     | 30. dubna 1995     |
| 1. Příběh o plamenu osvětlující místnost, kde Thomas Jefferson píše Deklaraci nezávislosti Spojených států. 2. Třída slečny Flamielové hraje hru stylu Jeopardy!, kde má Wakko vyjmenovat všech 50 států USA a jejich hlavní města, odpověď vyjádří formou písně na melodii „Turkey in the Straw“. Prohraje, protože nevyjádřil odpověď formou otázky. 3. Kohout Boo je chybně považován za hraničáře Davyho Omeletu. Pomůže několika pionýrům, které napadne medvěd. 4. Ve vlaku do Gettysburgu pomáhají sourozenci Warnerovi Abrahamu Lincolnovi napsat úvod Gettysburského projevu. |           | |                                                                    |                                                                                | |                    |                    |
| 22 | 22        | Guardin' the GardenPlane Pals                                                                                   | Zakázaného ovoce největší kusLétání k vzteku dohání                | Michael Gerard and Chris BrandtRusty Mills a Kirk Tingblad                     | námět: Earl Kress a Tom Ruegger scénář: Nicholas Hollander a Sherri Stonerová námět: Tom Ruegger a John P. McCann scénář: John P. McCann                                                    | 13. října 1993     | 7. května 1995     |
| 1. Kecka chrání Adama a Evu před snězením jablka v rajské zahradě. Had se ho snaží uchopit a navést je k tomu. 2. Na palubě letadla sourozenci Warnerovi otravují upjatého Curkmana, který je kvůli chybě počítače nucen sedět vedle nich. |           | |                                                                    |                                                                                | |                    |                    |
| 23 | 23        | Be Careful What You EatUp the Crazy RiverTa da Dump, Ta da Dump, Ta da Dump Dump Dump                           | Píseň o jídleŘeka ohrožujeZapletená historie                       | —Alfred GimenoGreg Reyna                                                       | Randy Rogel (text)Nicholas Hollandernámět: Tom Ruegger scénář: Charles M. Howell IV | 15. října 1993     | 14. května 1995    |
| 1. Sourozenci Warnerovi zpívají o názvech ingrediencí v krabici zmrzliny a v tyčince. 2. Minka pronásleduje motýla do deštného pralesa, který se kácí kvůli dřevu. Očko ji následuje a snaží se ji zachránit. 3. Bobo a Dodo musí pomoci Gogovi, kterému se mu při prohrabávání odpadků zachytí hlava v plastovém kroužku. |           | |                                                                    |                                                                                | |                    |                    |
| 24 | 24        | Opportunity KnoxWings Take Heart                                                                                | Zlatá cihlaLáska květe v každém těle                               | Michael GeraldAlfred Gimeno                                                    | Tom MintonNicholas Hollander | 18. října 1993     | 21. května 1995    |
| 1. Kápo chce v rámci svého nejnovějšího plánu na ovládnutí světa ukrást všechno zlato ve Fort Knox. 2. Když se do sebe zamilují sameček můry a samička motýla, vydají se do města, což vede ke katastrofě. |           | |                                                                    |                                                                                | |                    |                    |
| 25 | 25        | Hercule YakkoHome on De-NileA Midsummer Night's Dream                                                           |                                                                    | Rusty Mills a Dave MarshallRusty Mills                                         | Peter HastingsStephen HibbertDeanna Oliver | 19. října 1993     | 28. května 1995    |
| 1. Detektivové Warnerovi se vydávají hledat Maritin ztracený šperk na výletní loď plnou „neobvyklých podezřelých“ (Kecka, Minerva a Ruda a Kápo). 2. Kleopatra adoptuje Ritu. Rex zachrání Ritu poté, co zjistí, že má být obětována. 3. Sourozenci Warnerovi předvedou jedinečnou interpretaci Snu noci svatojánské Williama Shakespeara. |           | |                                                                    |                                                                                | |                    |                    |
| 26 | 26        | TestimonialsBabblin' BijouPotty EmergencySir Yaksalot                                                           |                                                                    | —Jeffery DeGrandisRusty MillsBarry Caldwell                                    | —Tom MintonPaul Rugg | 21. října 1993     | 4. června 1995     |
| 1. Několik starých filmových hvězd vypráví o svých setkáních s Warnery a o tom, jak Milton Berle nenáviděl Yakka. 2. Starý černobílý animovaný film Warnerů, ve kterém se Dáda vydává do filmů, aby našla muže svých snů. 3. Uprostřed sledování děsivého sci-fi filmu vypije Wakko příliš mnoho limonády a snaží se najít volnou toaletu. I poté, co najde záchod ve své „gag tašce“, se jeho snaha ulevit si zvrtne, protože nemůže najít soukromí. 4. Král Artuš naverbuje sourozence Warnery, aby zachránili Kamelot před drakem. |           | |                                                                    |                                                                                | |                    |                    |
| 27 | 27        | You Risk Your LifeI Got Yer CanJockey for Position                                                              |                                                                    | Alfred GimenoLenord Robinson a Dave Marshall                                   | Paul RuggSherri StonerováPeter Hastings | 25. října 1993     | 11. června 1995    |
| 1. Yakko pořádá herní pořad, který se stylem a atmosférou podobá pořadu od Groucha Marxe You Bet Your Life. 2. Odhozená plechovka od limonády vyvolá stupňující se jednostranný boj mezi veverkou Keckou a její domýšlivou sousedkou Candie Chipmunk. 3. Aby získal finanční prostředky na svůj nejnovější světoborný plán, přihlásí se Kápo do Kentucky Derby, ale Rudovo vměšování nečekaně změní výsledek závodu. |           | |                                                                    |                                                                                | |                    |                    |
| 28 | 28        | Moby or Not MobyMesozoic MindyThe Good, the Boo and the Ugly                                                    |                                                                    | Michael GeraldGreg Reyna                                                       | John P. McCannNicholas HollanderDeanna Oliver, Nicholas Hollander, Peter Hastings a Paul Rugg                                                                                               | 26. října 1993     | 18. června 1995    |
| 1. Sourozenci Warnerovi chrání legendární bílou velryba před hněvem kapitána Achaba. 2. V době kamenné se jeskynní dívka Minka dostane do potíží a Očko ji zachrání. 3. Kohout Boo se ocitne jako šerif uprostřed Spaghetti westernu. |           | |                                                                    |                                                                                | |                    |                    |
| 29 | 29        | Draculee, DraculaaPhranken-Runt                                                                                 |                                                                    | Michael Gerard a Byron VaughnsMichael Gerald                                   | John P. McCann | 29. října 1993     | 25. června 1995    |
| 1. Ve snaze vydat se směrem k domovu svých předků v Pensylvánii skončí sourozenci Warnerovi na panství hraběte Drákuly v Transylvánii. 2. Rita a Rex jsou pronásledováni šílenou vědkyní, která chce mozek pitomého psa pro své vlastní experimenty. |           | |                                                                    |                                                                                | |                    |                    |
| 30 | 30        | Hot, Bothered and BedeviledMoon Over MinervaSkullhead Boneyhands                                                |                                                                    | Rusty MillsAlfred GimenoMichael Gerald                                         | námět: Tom Ruegger scénář: John P. McCann Nicholas HollanderDeanna Oliver | 28. října 1993     | 2. července 1995   |
| 1. Sourozenci Warnerovi se opět ztratí a skončí v Hádově ohnivé říši, kde nakonec způsobí Satanovi věčná muka. 2. První scénka Minerva Mink. Melancholická norka Minerva se vyhýbá nabídkám podivínského Wilfreda Wolfa, dokud úplněk v obou neprobudí skutečného vlka. 3. V parodii na Střihorukého Edwarda od Tima Burtona je pan Skullhead adoptován a nachází přijetí v předměstské rodině. |           | |                                                                    |                                                                                | |                    |                    |
| 31 | 31        | O Silly MioPuttin' on the BlitzThe Great Wakkorotti: The Summer Concert                                         |                                                                    | Gary Hartle, Audu Paden a Dave MarshallGreg ReynaJeffrey DeGrandis             | Randy Rogel a Paul Ruggnámět: Tom Ruegger a Nicholas Hollander scénář: Nicholas Hollander Tom Ruegger                                                                                       | 1. listopadu 1993  | 9. července 1995   |
| 1. Poté, co se sourozenci Warnerovi stanou svědky zničení jejich vitráže operní zpěvačkou Madame Bruntvin, trápí ji ve vlastní variaci Carmen. 2. Uprostřed nacistické invaze do Polska pomáhají Rita a Rex malé holčičce shledat se s otcem a zároveň se vyhnout nepříteli (a Newtovi, houževnatému jezevčíkovi). 3. Wakko vykrká skladbu Dance of the Hours. |           | |                                                                    |                                                                                | |                    |                    |
| 32 | 32        | Chairman of the BoredPlanets SongAstro-Buttons                                                                  |                                                                    | Rusty Mills a Chris BrandtRusty MillsGary Hartle a Rich Arons                  | Tom Minton, Tom Ruegger, Paul Rugg a Sherri StonerováPaul RuggNicholas Hollander | 2. listopadu 1993  | 16. července 1995  |
| 1. Sourozenci Warnerovi prožívají nejdelší a nejnudnější jednostrannou konverzaci svého života, kterou jim zprostředkovává muž s hloupým hlasem Francis „Pip“ Pumphandle, s nímž se seznámí na večírku. 2. Yakko zpívá o planetách sluneční soustavy. 3. Očko a Minka jsou součástí vesmírné kolonie. Očko se snaží zastavit Minku, která chce získat svůj míč. |           | |                                                                    |                                                                                | |                    |                    |
| 33 | 33        | Cartoons in Wakko's BodyNoah's LarkThe Big KissHiccup                                                           |                                                                    | —Greg ReynaAlfred GimenoDave Marshall                                          | —Nicholas Hollander, Tom Ruegger a Sherri Stonerová (pod jmény Shecky Hollander, Dr. Plotz Ruegger a Boom-Boom Stoner)Deanna Oliver                                                         | 3. listopadu 1993  | 23. července 1995  |
| 1. V průběhu epizody se objevuje gag o tom, že má Wakko různé zdravotní potíže způsobené kreslenými postavičkami uvnitř jeho břicha. 2. Noe (který vypadá a mluví jako Richard Lewis) dostane od Boha pokyn, aby postavil archu pro velkou potopu a shromáždil zvířata po dvou, včetně hrochů. 3. Kohout Boo je hlavní herec, který ve filmu provede polibek za peníze, aniž by kdokoli věděl, že je obří kuře. 4. Squit dostane škytavku, což donutí Peřáky vymýšlet různé způsoby, jak ho jí zbavit. |           | |                                                                    |                                                                                | |                    |                    |
| 34 | 34        | Clown and OutBubba Bo Bob Brain                                                                                 |                                                                    | Alfred GimenoGary Hartle, Audu Paden & Dave Marshall                           | Nicholas Hollander a Paul RuggSherri Stonerová | 4. listopadu 1993  | 30. července 1995  |
| 1. Ředitel Plotz najme na Wakkovu narozeninovou oslavu klauna (který vypadá a mluví jako Jerry Lewis). Plotz se od doktora Scratchansniffa dozví, že Wakko má stejně jako ředitel Plotz z klaunů velký strach, což má za následek, že klaun schytává bolest. 2. Kápo se stane hvězdou country-westernu, aby předložil hypnotické návrhy k ovládnutí světa. Ale hlavní problém při jeho vzestupu ke slávě: Ruda mu neustále kazí umělecké jméno. |           | |                                                                    |                                                                                | |                    |                    |
| 35 | 35        | Very Special OpeningIn the Garden of MindyNo Place Like HomelessKatie Ka-BooBaghdad Cafe                        |                                                                    | —Greg ReynaLenord Robinson                                                     | —John P. McCannNicholas Hollander a Deanna OliverJohn P. McCann | 5. listopadu 1993  | 6. srpna 1995      |
| 1. Sourozenci Warnerovi oznamují, že tato epizoda bude velmi zvláštní, protože všechny obvyklé dvojice postav byly promíchány. Zazpívají píseň „Animaniacs Stew“. 2. Kápo nahradí Očka. Snaží se připravit plán na ovládnutí světa a přitom dohlíží na Minčiny lumpárny. Mezitím se Ruda v laboratoři dělí o klec s Ritou, která ho sežere. 3. Rex a Pesto najdou domov u laskavé staré ženy, která nemá ráda holuby. 4. První scénka Katie Ka-Boom. Katie zjistí, že její přítel je ve skutečnosti Kohout Boo. 5. Dáda a veverka Kecka si vymění role. Dáda ztratí nervy poté, co ji někdo osloví „Dottie“, zatímco bratři Warnerovi a Kecka navštíví Sodarn Insane (parodie na Saddáma Husajna). |           | |                                                                    |                                                                                | |                    |                    |
| 36 | 36        | Critical ConditionThe Three Muska-Warners                                                                       |                                                                    | Audu Paden a Jon McClenahanAudu Paden                                          | Tom RueggerSherri Stonerová | 8. listopadu 1993  | 13. srpna 1995     |
| 1. Poté, co filmoví kritici Hiskel a Egbert (parodie na Siskela a Eberta) odpálí její kreslené filmy v recenzním pořadu, rozhodne se veverka Kecka pomstít: nejprve vyhodí do povětří jejich dům a poté sabotuje jejich poslední film. 2. Sourozenci Warnerovi chrání ve Francii jako Tři mušketýři krále Jindřicha III. před hrozbou „zmije“, která má dorazit do královského paláce v půl dvanácté večer. |           | |                                                                    |                                                                                | |                    |                    |
| 37 | 37        | Dough Dough BoysBoot CampingGeneral Boo-Regard                                                                  |                                                                    | Greg ReynaRusty MillsAlfred Gimeno                                             | námět: John P. McCann a Tom Ruegger scénář: John P. McCann Nicholas Hollander a John P. McCannDeanna Oliver a John P. McCann                                                                | 9. listopadu 1993  | 20. srpna 1995     |
| 1. Peřáci (jako poštovní holubi) doručují důležitou zprávu přes bojiště první světové války. 2. Kohout Boo vede v americké občanské válce jižanské povstalce. |           | |                                                                    |                                                                                | |                    |                    |
| 38 | 38        | Spell-Bound |                                                                    | Rusty Mills a Dave Marshall                                                    | John P. McCann | 10. listopadu 1993 | 27. srpna 1995     |
| Ruda s Kápem se vydávají na výpravu, aby získali poslední ingredienci k vyvolání kouzla, které jim pomůže ovládnout svět. |           | |                                                                    |                                                                                | |                    |                    |
| 39 | 39        | Smitten with KittensAlas Poor SkullheadWhite Gloves                                                             |                                                                    | Alfred Gimeno a Dave Marshall—Rusty Mills                                      | Deanna Oliver—Nicholas Hollander | 11. listopadu 1993 | 3. září 1995       |
| 1. Rita a Rex najdou vrh štěňat, která se toulají stejně jako jejich matka. 2. Yakko recituje monolog z Hamleta od Williama Shakespeara, zatímco Wakko hraje Horatia, kope a Dáda překládá. 3. Zatímco Wakko hraje na klavír ve vodárenské věži, jeho rukavice se rozutečou a zažijí vlastní dobrodružství. |           | |                                                                    |                                                                                | |                    |                    |
| 40 | 40        | Fair GameThe SlapperPuppet Rulers                                                                               |                                                                    | Bob Kline—Barry Caldwell a Dave Marshall                                       | Peter Hastings—námět: Peter Hastings scénář: Tom Minton | 12. listopadu 1993 | 10. září 1995      |
| 1. Ned Flat nechává sourozence Warnery soutěžit ve svém pořadu „Quiz Me Quick“, kde ho přivádějí k šílenství. 2. Reklama na přístroj, který fackuje lidi a který běžně používá veverka Kecka. 3. V 50. letech 20. století se Ruda s Kápem připojí k hercům dětského loutkového pořadu Time for Meany, aby ovlivnili generaci babyboomu, která je bude následovat v budoucnosti. |           | |                                                                    |                                                                                | |                    |                    |
| 41 | 41        | Buttermilk, It Makes a Body BitterBroadcast NuisanceRaging Bird                                                 |                                                                    | —Greg Reyna a Kirk TingbladLenord Robinson                                     | —Gordon Bressack a Charles M. Howell IVDeanna Oliver | 15. listopadu 1993 | 17. září 1995      |
| 1. Krátká parodie reklamy na mléko. Je zde vysvětleno, proč veverka Kecka pije podmáslí. 2. Televizní hlasatel Dan Anchorman odmítá dát sourozencům Warnerům spropitné za oběd, což vede k jednomu ponížení za druhým v přímém přenosu. 3. Bobby trénuje boj s drsným ptákem, aby zapůsobil na ženy ve svých bojových schopnostech. |           | |                                                                    |                                                                                | |                    |                    |
| 42 | 42        | Animator's AlleyCan't Buy a ThrillHollywoodchuck                                                                |                                                                    | —Michael Gerald a Dave MarshallGreg Reyna                                      | —Peter HastingsPaul Rugg | 16. listopadu 1993 | 24. září 1995      |
| 1. Sourozenci Warnerovi uvíznou na fóru se starým animátorem Warner Bros. jménem Cappy „Cap“ Barnhouse, který při vzpomínkách na své působení ve studiu neustále usíná. 2. Hroši se snaží zlepšit svůj nudný život tím, že se vydají na nebezpečnou dovolenou. 3. Charlton „Baynarts“ Woodchuck dostane práci ve filmu v Hollywoodu, přičemž se při tom těžce zraní. |           | |                                                                    |                                                                                | |                    |                    |
| 43 | 43        | Of Nice and MenWhat a DumpSurvey Ladies                                                                         |                                                                    | Michael GeraldBarry CaldwellRusty Mills                                        | Randy Rogel a Sherri StonerováRandy RogelDeanna Oliver a Sherri Stonerová | 17. listopadu 1993 | 1. října 1995      |
| 1. Rex je adoptován a stará se o králičí farmu, zatímco Rita je odkázána na lov krys. 2. Očko pronásleduje Minku na skládce a v recyklačním centru. Minka se snaží získat zpět svou oblíbenou starou panenku, která byla vyhozena spolu s odpadky. 3. Když se sourozenci Warnerovi snaží v nákupním centru najít dárek k narozeninám pro doktora Scratchansniffa, neustále narážejí na dvě neúnavné a vytrvalé průzkumnice, které se jich vyptávají na fazole a George Wendta. |           | |                                                                    |                                                                                | |                    |                    |
| 44 | 44        | Useless FactThe Senses SongThe World Can WaitKiki's Kitten                                                      | Zbytečný poznatekPísnička o smyslechSvět může počkatKikin mazlíček | —Greg ReynaAlfred GimenoGary Hartle a Audu Paden                               | —námět: Tom Rueggerhudba a text: Randy Rogel Peter HastingsDeanna Oliver | 18. listopadu 1993 | 8. října 1995      |
| 1. Přemosťovací segmenty: Yakko prozrazuje části zcela zbytečných informací. 2. Sourozenci Warnerovi zpívají o smyslech — obvyklých pět + několik dalších. 3. Kápo se na jednu noc vzdá svých plánů na ovládnutí světa, aby se mohl dvořit Billie, nové samici bílé laboratorní myši, která, jak se ukáže, přitahuje víc Rudu než jeho. 4. Ritu nečekaně adoptuje výzkumná gorila, zatímco Rex celou dobu spí. |           | |                                                                    |                                                                                | |                    |                    |
| 45 | 45        | Windsor Hassle...And Justice for Slappy                                                                         | Královské trableA spravedlnost pro Kecku                           | Alfred Gimeno, Jon McClenahan a Jeff SiergeyRusty Mills a Jon McClenahan       | Lisa Malone, Kate Donohue a Paul RuggJohn P. McCann | 19. listopadu 1993 | 15. října 1995     |
| 1. Sourozenci Warnerovi spolupracují s královnou Alžbětou II. na obnově hradu Windsor, který v roce 1992 zničil požár. 2. Kecka je postavena před soud za napadení vlka Waltera, který ji ve skutečnosti napadl jako první. Když je shledána nevinnou, Walter brutálně napadne advokáta, který je ve skutečnosti jeho vnuk. |           | |                                                                    |                                                                                | |                    |                    |
| 46 | 46        | Turkey JerkyWild Blue Yonder                                                                                    | Vypečený krocanModravé dálky volají                                | Gary HartleAlfred Gimeno                                                       | Peter Hastings a Tom RueggerNicholas Hollander | 22. listopadu 1993 | 22. října 1995     |
| 1. Domorodí Američané Warnerovi chrání svého domácího mazlíčka krocana před Mylesem Standishem, který ho chce ulovit k večeři na Den díkůvzdání. 2. Čerstvě vylíhlý pták se snaží najít svou matku a nakonec sleduje neviditelný bombardér. |           | |                                                                    |                                                                                | |                    |                    |
| 47 | 47        | Video ReviewWhen Mice Ruled the Earth                                                                           |                                                                    | Michael GeraldGreg Reyna                                                       | Randy Rogel, Sherri Stonerová a Tom MintonGordon Bressack | 23. listopadu 1993 | 29. října 1995     |
| 1. Sourozenci Warnerovi se baví ve videopůjčovně, kde ožívají obaly filmů. 2. Ruda s Kápem se vrátí do úsvitu času, aby ovlivnili vývoj myší a poskytli jim evoluční výhody oproti lidstvu, a mohli tak vládnout světu. |           | |                                                                    |                                                                                | |                    |                    |
| 48 | 48        | Mobster MashLake TiticacaIcebreakers                                                                            |                                                                    | Greg Reyna a Dave Marshall—Lenord Robinson                                     | Nicholas HollanderHudba a text: Tom RueggerNicholas Hollander | 24. listopadu 1993 | 5. listopadu 1995  |
| 1. Sourozenci Warnerovi se střetnou s mafiánským bossem Donem Pepperonim v jeho oblíbené italské restauraci. 2. Sourozenci Warnerovi zpívají o jezeře Titicaca. 3. Rita a Rex chtějí jet na Floridu, ale skončí v Arktidě, kde se setkají s Rossem Perotem. |           | |                                                                    |                                                                                | |                    |                    |
| 49 | 49        | Twas the Day Before ChristmasJingle BooThe Great Wakkorotti: The Holiday ConcertToy Shop TerrorYakko's Universe | Příběh předvánočníDrůbeží koledaPostrach hračkářstvíYakkův vesmír  | Rusty MillsGreg ReynaJeffrey DeGrandisJenny Lerew a Dave MarshallAlfred Gimeno | Randy Rogel a Tom RueggerDeanna OliverTom RueggerTom MintonRandy Rogel | 29. listopadu 1993 | 12. listopadu 1995 |
| 1. Veverka kecka vypráví Hoppymu příběh o plánu studia doručit sourozencům Warnerům vánoční dárky, přičemž hlídač Ralph bude zastupovat Santa Clause. 2. Kohout Boo se převlékne za Santa Clause z obchodního domu. 3. Wakko vykrká vánoční píseň „Jingle Bells“. 4. V parodii na Toma a Jerryho se sourozenci vyřádí v hračkářství. 5. (opakování) Yakko zpívá píseň o relativní rozloze prostoru od jednoho člověka po celý vesmír. |           | |                                                                    |                                                                                | |                    |                    |
| 50 | 50        | A Christmas PlotzLittle Drummer Warners                                                                         |                                                                    | Rusty MillsLenord Robinson                                                     | Randy Rogel a Paul RuggEarl Kress a Tom Ruegger (adaptace) | 6. prosince 1993   | 19. listopadu 1995 |
| 1. Verze Vánoční koledy od Charlese Dickense se sourozenci Warnery v roli tří duchů a Thaddeusem Plotzem v roli Ebenezera Scroogea. 2. Převyprávění příběhu o narození Ježíška na motivy několika známých koled. Sourozenci Warnerovi (v roli pastýřů) předvedou vlastní variaci „My tři králové“ a jazzovou verzi „The Little Drummer Boy“. |           | |                                                                    |                                                                                | |                    |                    |
| 51 | 51        | BranimaniacsThe Warners and the BeanstalkFrontier Slappy                                                        |                                                                    | Barry CaldwellAlfred Gimeno a Jeff Siergey—                                    | Deanna OliverJohn P. McCann— | 10. února 1994     | 26. listopadu 1995 |
| 1. Veverka Kecka a Hoppy vyzkoušejí nové cereálie s názvem „Branimaniacs“, ale ukáže se, že nejsou tak dobré, jak je inzerováno. 2. Sourozenci Warnerovi se nechají vynést na fazolový stonek, kde čelí hladovému obrovi (strážníku Ralfovi). Aby ho přiměli sníst něco jiného než je, otravují ho, aby snědl zlatá vejce a maso ve stylu Green Eggs and Ham od Dr. Seusse. 3. Veverka Kecka se ocitne tváří v tvář průkopníkovi Danielu Boonovi, který chce pokácet její strom, aby si mohl postavit dům. |           | |                                                                    |                                                                                | |                    |                    |
| 52 | 52        | Ups and DownsThe Brave Little TrailerYes, Always                                                                | O malém statečném přívěsuVždy k službám                            | Bob KlineLenord RobinsonMichael Gerald a Dave Marshall                         | Paul RuggTom MintonPeter Hastings | 11. února 1994     | 3. prosince 1995   |
| 1. Wakko a doktor Scratchansniff uvíznou na několik hodin ve výtahu. 2. V parodii na film The Brave Little Toaster musí malý přívěs bránit svůj domov před tornády a zároveň se vyhnout sevření hladového parního lopatkáře. 3. Dokument o hlasovém projevu ukazuje, že Kápo přehrává nechvalně známý krach televizní reklamy Frozen Peas Orsona Wellese. |           | |                                                                    |                                                                                | |                    |                    |
| 53 | 53        | Drive-InsaneGirlfeathersI'm Cute                                                                                |                                                                    | Rusty MillsGreg ReynaRusty Mills                                               | Earl Kress a Paul RuggDeanna OliverRandy Rogel | 14. února 1994     | 10. prosince 1995  |
| 1. Rande doktora Scratchansniffa v autokině se vymkne kontrole, když se k němu připojí sourozenci Warnerovi. 2. Girlfeathers, které jsou „přítelkyněmi“ Peřáků, si udělají chvíli pro sebe letem do Grand Canyonu, ale kluci je celou cestu pronásledují. 3. Dáda zpívá písničku o své roztomilosti, zatímco její bratři začínají mít pomalu celého představení plné zuby. |           | |                                                                    |                                                                                | |                    |                    |
| 54 | 54        | Brain Meets BrawnMeet Minerva                                                                                   |                                                                    | Michael GeraldBarry Caldwell a Kirk Tingblad                                   | Peter Hastings a Tom MintonSherri Stonerová | 15. února 1994     | 17. prosince 1995  |
| 1. Na konci 19. století Kápo vypije lektvar doktora Jekylla v rámci plánu na ovládnutí Britského impéria a poté celého světa. 2. Frustrovaná a zamilovaná Minerva se vyhýbá houževnatému jezevčíkovi jménem Newt, který ji chce buď chytit, nebo ji mít! |           | |                                                                    |                                                                                | |                    |                    |
| 55 | 55        | Gold RushA Gift of GoldDot's Quiet Time                                                                         | Příběh zlatého papíru                                              | Michael Gerard a Dave MarshallMichael Gerald                                   | Randy RogelNicholas Hollander | 16. února 1994     | 24. prosince 1995  |
| 1. Sourozenci Warnerovi se mstí prospektorovi jménem Jake, který jim během zlaté horečky v Kalifornii ve 40. letech 19. století ukradl veškeré bohatství. 2. Zkoušky a útrapy kusu zlatého balicího papíru. 3. Dáda si zpívá, zatímco se snaží najít tiché a klidné místo ke čtení. |           | |                                                                    |                                                                                | |                    |                    |
| 56 | 56        | SchnitzelbankThe Helpinki FormulaLes Boutons et le BallonKung Boo                                               |                                                                    | Greg ReynaAudu Paden a Dave MarshallBarry CaldwellAudu Paden                   | Randy Rogel a Paul RuggGordon BressackSherri StonerováDeanna Oliver | 17. února 1994     | 31. prosince 1995  |
| 1. Sourozenci Warnerovi zpívají v Německu „International Friendship Song“ se svým přítelem, profesorem Ottem Von Schnitzelpusskrankengescheitmeirem. 2. Kápo vymyslí záhadný vzorec a prodává ho prostřednictvím televizních infomercialů jako součást svého nejnovějšího plánu na ovládnutí světa. 3. Očko pronásleduje Minku, která se snaží chytit balón, po celé Paříži. 4. Parodie na film The Karate Kid, v níž se Kohout Boo účastní mistrovského zápasu v bojových uměních. |           | |                                                                    |                                                                                | |                    |                    |
| 57 | 57        | Of Course, You Know This Means WarnersUp a Tree</spanWakko's Gizmo                                              |                                                                    | Lenord Robinson a Dave MarshallGreg ReynaRusty Mills a Dave Marshall           | Tom MintonDeanna OliverPeter Hastings | 18. února 1994     | 7. ledna 1996      |
| 1. Film sourozenců Warnerů z roku 1942 ukazuje jejich pomoc na domácí frontě během druhé světové války. 2. Rita uvízne na obřím stromě uprostřed Nebrasky. Trpí akrofobií, zatímco Rex štěká pod ní. 3. Wakko předvádí velký a bizarní Rube Goldbergův stroj, který odpaluje polštář. |           | |                                                                    |                                                                                | |                    |                    |
| 58 | 58        | Meet John BrainSmell Ya Later                                                                                   |                                                                    | Greg Reyna a Kirk TingbladRich Arons a Lenord Robinson                         | Peter HastingsEarl Kress a Tom Ruegger | 28. února 1994     | 14. ledna 1996     |
| 1. Kápo kandiduje na prezidenta Spojených států v rámci svého nejnovějšího plánu na ovládnutí světa. 2. Veverka Kecka se utká se svým starým smradlavým rivalem Stinkbomb D. Bassettem, aby získala ořechy. |           | |                                                                    |                                                                                | |                    |                    |
| 59 | 59        | RagamuffinsWoodstock Slappy                                                                                     |                                                                    | Barry Caldwell a Jon McClenahanAudu Paden                                      | Tom MintonJohn P. McCann a Tom Ruegger | 1. března 1994     | 21. ledna 1996     |
| 1. Starý animovaný film sourozenců Warnerů, kde trojice dostane práci v pekárně a snaží se sníst všechno, co jim přijde pod ruku, ale musí se vyhýbat přísnému šéfovi, který je při prvním vstupu vyhodí. 2. V roce 1969 se veverka Kecka a Hoppy vydají na svou letní chatu ve Woodstocku ve státě New York, ale ocitnou se uprostřed hudebního festivalu Woodstock. |           | |                                                                    |                                                                                | |                    |                    |
| 60 | 60        | Karaoke-DokieThe Cranial CrusaderThe Chicken Who Loved Me                                                       |                                                                    | Rusty Mills and Jon McClenahanRusty Mills a Dave MarshallAudu Paden            | Peter HastingsTom MintonDeanna Oliver | 2. března 1994     | 28. ledna 1996     |
| 1. Sourozenci Warnerovi chtějí zpívat v karaoke, ale zdržuje je nudně zpívající Willie Slakmer. 2. Ruda s Kápem se stanou superhrdiny ve stylu Batmana a Robina, aby získali uznání. 3. Kohout Boo hraje v parodii na Jamese Bonda. |           | |                                                                    |                                                                                | |                    |                    |
| 61 | 61        | Baloney And KidsSuper ButtonsKatie Ka-Boom: The Driving Lesson                                                  |                                                                    | Michael Gerard a Dave MarshallLenord RobinsonAudu Paden                        | Peter HastingsNicholas Hollander | 2. května 1994     | 4. února 1996      |
| 1. Sourozenci Warnerovi uvíznou v dětském pořadu s věcmi, co jim nahání největší strach: s velkým hloupým oranžovým dinosaurem Baloneym (parodie na Barneyho, moderátora pořadu Barney a přátelé), který s radostí snáší všechny jejich nadávky, ať mu udělá kdokoliv cokoli. 2. Minka a Očko jsou považováni za superhrdiny. 3. Katin otec udělá velkou chybu, když dovolí Katie řídit rodinné auto cestou domů. |           | |                                                                    |                                                                                | |                    |                    |
| 62 | 62        | Scare Happy SlappyWitch OneMacBeth                                                                              |                                                                    | Michael Gerard a Jeff SiergeyRusty MillsMichael Gerard a Jon McClenahan        | John P. McCannDeanna Oliver | 3. května 1994     | 11. února 1996     |
| 1. Veverka Kecka vezme Hoppyho na koledování po předměstské čtvrti, která zahrnuje domy všech jejích starých nepřátel. 2. V koloniálním Salemu ve státě Massachusetts jsou Rita a Rex pronásledováni příliš horlivým soudcem, který si myslí, že Rita je čarodějnice. 3. Dáda, Hello Nurse a Kecka sehrají scénku Tří čarodějnic ze čtvrtého dějství Macbetha, kterou překládá Yakko, a uvaří zlověstný nálev s nečekaným výsledkem. |           | |                                                                    |                                                                                | |                    |                    |
| 63 | 63        | With Three You Get EggrollMermaid MindyKatie Ka-Boom: Call Waiting                                              |                                                                    | Greg Reyna a Dave MarshallAlfred GimenoGreg Reyna a Dave Marshall              | Deanna OliverNicholas Hollander | 9. května 1994     | 18. února 1996     |
| 1. Pesto musí hlídat vajíčko své sestry Saši, ale to se začne kutálet po celém městě. 2. Minka a Očko jsou mořští lidé pod mořskou hladinou a Minka se jako obvykle zatoulá. 3. Katin táta zapomene vyřídit vzkaz od jedné z její kamarádek. |           | |                                                                    |                                                                                | |                    |                    |
| 64 | 64        | Lookit the Fuzzy HeadsNo Face Like Home                                                                         |                                                                    | Barry Caldwell a Dave MarshallRusty Mills                                      | Peter HastingsJohn P. McCann | 16. května 1994    | 25. února 1996     |
| 1. Dr. Scratchansniff pořádá skupinovou terapii se sourozenci Warnery a Elmyrou Duff. Elmyřino chování však přivádí trojici k šílenství. Aby sourozenci unikli, najdou Očka a Minku a nechají Elmyru, aby schytala všechnu bolest, kterou Očko obvykle dostává. 2. Veverka Kecka jde na plastickou operaci, ale vlk Walter se jí pokusí zkazit obličej. |           | |                                                                    |                                                                                | |                    |                    |
| 65 | 65        | The Warners' 65th Anniversary Special                                                                           |                                                                    | Alfred Gimeno                                                                  | Tom Ruegger, Paul Rugg a Sherri Stonerová | 23. května 1994    | 3. března 1996     |
| Speciální živě vysílaný pořad věnovaný výročí vzniku sourozenců Warnerů: od původních rolí vedlejších postaviček k postavičce Buddy v seriálu Looney Tunes, přes zlatou éru až po příležitostné průlomy do nedávné doby. V zákulisí však jejich zánik plánuje tajemný protivník. |           | |                                                                    |                                                                                | |                    |                    |

### Druhá řada (1994)
| Č. v seriálu | Č. v řadě | Původní název                                                    | Režie                                                                    | Scénář                                                                               | Premiéra v USA     |
| --- | --------- | ---------------------------------------------------------------- | ------------------------------------------------------------------------ | ------------------------------------------------------------------------------------ | ------------------ |
| 66 | 1         | Take My Siblings PleaseThe Mindy 500Morning Malaise              | Michael GeraldAlfred Gimeno and Dave Marshall                            | Paul RuggJohn P. McCannNicholas Hollander                                            | 10. září 1994      |
| 1. Ve hře Three Billy Goats Gruff se sourozenci Warnerovi pokoušejí přejít přes „trollí most“, který je dělí od nedaleké louky. 2. Minka sleduje klaunem pomalované závodní auto na trati Indianapolis 500. 3. Sourozenci Warnerovi naštvou neomaleného moderátora rozhlasové show Howieho Terna a vyzvou ho, aby je přechytračil. |           |                                                                  |                                                                          |                                                                                      |                    |
| 67 | 2         | We're No PigeonsWhistle Stop MindyKatie Ka-Boom: The Broken Date | Alfred GimenoGreg ReynaGary Hartle                                       | Deanna OliverTom MintonNicholas Hollander                                            | 17. září 1994      |
| 1. Peřáci oklamou hladovou mladou sovu — přesvědčí ji, že nejsou holubi. 2. Minka sleduje vlak, aby zapískala na píšťalku. 3. Katie se rozzlobí, když její rande není včas. |           |                                                                  |                                                                          |                                                                                      |                    |
| 68 | 3         | Miami Mama-MiaPigeon on the Roof                                 | Alfred GimenoJenny Lerey                                                 | Deanna Oliver                                                                        | 5. listopadu 1994  |
| 1. Peřáci letí do Miami navštívit Pestovu matku a jejího snoubence Sama Seagalla. Pesto se ho snaží odstranit, aby zabránil svatbě. 2. V muzikálové parodii na Šumaře na střeše se Peřáci snaží určit svůj vztah ke Girlfeathers, které se chtějí usadit, zatímco holubí muži se chtějí jen poflakovat kolem své sochy Martina Scorseseho. Pesto sní o tom, že se z něj stane Godpigeon.                                                                    |           |                                                                  |                                                                          |                                                                                      |                    |
| 69 | 4         | I'm MadBad Mood BobbyKatie Ka-Boom: The BlemishFake              | Rich Arons, Audu Paden a Dave MarshallAudu PadenGary HartleAlfred Gimeno | námět: Tom Rueggerhudba a text: Randy Rogel Deanna OliverNicholas HollanderPaul Rugg | 12. listopadu 1994 |
| 1. Když Dr. Scratchansniff připravuje sourozence Warnery na cestu autem (původně vydáno jako krátký film s Thumbelinou), Yakko a Dáda se neustále hádají, zatímco Wakko si neustále na něco stěžuje. 2. Pesto a Squit se snaží dostat Bobbyho ze špatné nálady. 3. Katie se vyděsí, když se jí udělá pupínek krátce před začátkem studijní skupiny. 4. Sourozenci Warnerovi se snaží dokázat doktoru Scratchansniffovi, že profesionální wrestling je fake. |           |                                                                  |                                                                          |                                                                                      |                    |

### Třetí řada (1995–96)
| Č. v seriálu | Č. v řadě | Původní název | Režie                                                          | Scénář                                                                                            | Premiéra v USA     |
| --- | --------- | --- | -------------------------------------------------------------- | ------------------------------------------------------------------------------------------------- | ------------------ |
| 70 | 1         | Super Strong Warner SiblingsNutcracker SlappyWakko's New GookieA Quake, a Quake!                                             | Audu PadenAl ZeglerAudu PadenAl Zegler                         | Paul RuggEarl KressPaul RuggRandy Rogel                                                           | 9. září 1995       |
| 1. V parodii na filmy Mighty Max a Mighty Morphin Power Rangers bojují sourozenci Warnerovi s obřím hmyzem, který ničí studio Warner Bros. 2. Veverka Kecka a Hoppy se za doprovodu hudby z Louskáčka uchýlí k extrémním opatřením, aby rozlouskli poslední oříšek v kuchyni. 3. Wakko se snaží vymyslet nový bizarní výraz obličeje. 4. Sourozenci Warnerovi zpívají o zemětřesení v Northridge z roku 1994. |           | |                                                                |                                                                                                   |                    |
| 71 | 2         | Variety SpeakThree Tenors and You're OutBingo                                                                                | Al ZeglerAudu PadenLiz Holzman a Al Zegler                     | Randy RogelJeff Kwinty a Nicholas HollanderPeter Hastings                                         | 16. září 1995      |
| 1. Yakko a Dáda vysvětlují Wakkovi prostřednictvím písničky, jak číst titulky v časopise Variety. 2. Plány veverky Kecky vzít Hoppyho na baseballový zápas na Dodger Stadium se zvrtnou, když je místo toho na večer naplánováno operní představení slavných Domino, Pepperoni a Carumba. Zpěváci (parodie na Tři tenory) se na konci představení vrátí, aby zazpívali zkrácenou verzi znělky Animáci. 3. Doktor Scratchansniff má pro svou týdenní hru binga pouze jednoho hráče — Wakka. |           | |                                                                |                                                                                                   |                    |
| 72 | 3         | Deduces WildRest in PiecesU.N. Me                                                                                            | Liz HolzmanAudu Paden                                          | Sib VentressCharles M. Howell IVJohn P. McCann                                                    | 9. září 1995       |
| 1. Sourozenci Warnerovi žádají Sherlocka Holmese o pomoc s pátráním po mrchožroutech. 2. Veverka Kecka dostala nabídku k účastni na pohřbu vlka Waltera, což je ve skutečnosti lest, kterou Walter naplánoval, aby Kecku vyhodil do povětří. 3. Sourozenci Warnerovi zpívají o Organizaci spojených národů na melodii písně „Down by the Riverside“. |           | |                                                                |                                                                                                   |                    |
| 73 | 4         | A Hard Day's WarnerGimme a BreakPlease Please Please Get a Life Foundation                                                   | Audu PadenLiz HolzmanAudu Paden                                | Gordon Bressack a Charles M. Howell IVSherri StonerováPeter Hastings                              | 23. září 1995      |
| 1. V parodii na film A Hard Day's Night se sourozenci Warnerovi snaží dostat na sraz animovaných filmů a utíkají před svými fanoušky. 2. Veverka Kecka se snaží v den své dovolené uniknout z natáčení akčního trháku. 3. Sourozenci Warnerovi říkají lidem, aby si „uspořádali život“, místo rozebírání každé drobné narážky v seriálu. |           | |                                                                |                                                                                                   |                    |
| 74 | 5         | The Tiger PrinceAll the Words in the English LanguageThe Kid in the LidMethod to Her Madness                                 | Liz HolzmanAl ZeglerLiz Holzman                                | Peter HastingsRandy Rogel a Paul RuggPaul Rugg a Tom RueggerJeff Kwinty                           | 30. září 1995      |
| 1. Parodie slavnostní premiéry filmu Lví král. 2. V průběhu epizody se Yakko snaží zazpívat všechna slova z anglického slovníku na melodii „Mexican Hat Dance“. 3. Sourozenci Warnerovi navštíví bratra a sestru Mary a Scootera a vzbudí rozruch ve stylu Kocoura v klobouku. 4. V padesátých letech navštěvují veverka Kecka a Hoppy kurz metodického herectví, který Kecka promění v kurz komedie. |           | |                                                                |                                                                                                   |                    |
| 75 | 6         | Gimme the WorksButtons in OwsHercules Unwound                                                                                | Audu PadenAudu Paden a Barry CaldwellAudu Paden                | Peter HastingsJohn Luden a Nick DuBois                                                            | 21. října 1995     |
| 1. Sourozenci Warnerovi, unavení poslední zápletkou své epizody (setkání s prodavačem hotdogů), odejdou z kresleného filmu. 2. Očko a Minka parodují Čaroděje ze země Oz. 3. Ruda s Kápem plánují ukrást Diovy blesky ve starověkém Řecku jako součást nejnovějšího plánu na ovládnutí světa. |           | |                                                                |                                                                                                   |                    |
| 76 | 7         | This Pun for HireStar TruckGo FishMultiplication Song                                                                        | Audu PadenLiz HolzmanAl Zegler                                 | Gordon Bressack, Charles M. Howell IV, Peter Hastings a Tom RueggerEarl KressPaul RuggRandy Rogel | 4. listopadu 1995  |
| 1. V parodii na The Maltese Falcon a filmy noir, sourozenci Warnerovi (jako detektivové) hledají a chrání tajemnou sochu před několika podezřelými postavami (Minerva, Hello Nurse, Dr. Scratchansniff a hlídač Ralph). 2. Sourozenci Warnerovi jsou přeneseni do Star Treku, kde způsobí posádce chaos a seznámí inženýra Squattyho s koblihami. 3. Wakko se pohádá sám se sebou kvůli hře Go Fish. 4. Yakko zpívá píseň o násobení 47 číslem 83. |           | |                                                                |                                                                                                   |                    |
| 77 | 8         | The Presidents SongDon't Tread on UsThe Flame Returns                                                                        | Al ZeglerBarry Caldwell a Audu Paden                           | Randy RogelGordon Bressack a Charles M. Howell IVNicholas Hollander (adaptace)                    | 11. listopadu 1995 |
| 1. V předehře William Tell zpívají sourozenci Warnerovi o všech (tehdejších) amerických prezidentech od George Washingtona po Billa Clintona. 2. Ruda s Kápem zosnují plán, jak nahradit Deklaraci nezávislosti Kápovou Deklarací poslušnosti, která z něj udělá císaře světa. 3. Příběh plamenu, který hoří, když Henry Wadsworth Longfellow píše svou slavnou báseň „Paul Revere's Ride“. |           | |                                                                |                                                                                                   |                    |
| 78 | 9         | The Sound of WarnersYabba Dabba Boo                                                                                          | Alfred Gimeno a Charles VisserJon McClenahan a Rusty Mills     | Paul RuggPeter Hastings                                                                           | 18. listopadu 1995 |
| 1. V muzikálové parodii na The Sound of Music najme ředitel Plotz chůvu Prunellu Flundergustovou, která nevědomky dává sourozencům Warnerovým zabrat svým neustálým zpěvem a mateřskou povahou. Protože jí nemohou nic udělat, pokud je neuráží, snaží se jí zničit písničky. Když to nezabere, najmou někoho, kdo není vázán kodexem „Neprovokuj, pokud nejsi vyprovokován“, a sice veverku Kecku. 2. Kohout Boo se účastní stolního čtení k filmu Flintstoneovi. |           | |                                                                |                                                                                                   |                    |
| 79 | 10        | My Mother the SquirrelOh! Say Can You See?The PartyThe 12 Days of Christmas Song                                             | Charles Visser                                                 | Tom RueggerPaul RuggNicholas HollanderTom Ruegger (adaptace)                                      | 27. ledna 1996     |
| 1. Ptáček z „Wild Blue Yonder“ se vrací a veverka Kecka ho adoptuje. 2. Sourozenci Warnerovi pozvou několik lidí do své vodárenské věže v očekávání překvapivého hosta, o němž se Thaddeus Plotz domnívá, že se jedná o Stevena Spielberga, ale ve skutečnosti je to jiný „Steven“. 3. Příběh o plamenu. Francis Scott Key píše během britsko-americké války skladbu The Star-Spangled Banner. 4. Ptáček z „Wild Blue Yonder“ (za doprovodu orchestru) zpívá Dvanáct vánočních dnů, přičemž všechny dárky jsou hrdličky. |           | |                                                                |                                                                                                   |                    |
| 80 | 11        | Dot's EntertainmentThe Girl with the Googily GoopGunga Dot                                                                   | Charles VisserJon McClenahan a Rusty Mills                     | Nicholas HollanderGordon Bressack a Charles M. Howell IVRandy Rogel                               | 3. února 1996      |
| 1. Dáda získala roli ve slavném muzikálu. Když ji režisér Andrew Lloyd Webber začne otravovat, rozhodne se ho společně se svými bratry zničit. 2. Ukázka vystoupení sourozenců Warnerových v kresleném filmu „Červená karkulka“, typu Googi Goop. 3. V parodii na báseň Rudyarda Kiplinga Gunga Din má Dáda jako jediná ve vesnici vodu. Všichni ji chtějí, protože je venku horko. |           | |                                                                |                                                                                                   |                    |
| 81 | 12        | Soccer Coach SlappyBelly Button BluesOur Final Space Cartoon, We PromiseValuable Lesson                                      | Jon McClenahan a Rusty MillsLiz HolzmanCharles Visser          | Nick DuBoisNicholas HollanderGordon Bressack a Charles M. Howell IVPaul Rugg                      | 3. února 1996      |
| 1. Veverka Kecka je trenérem Hoppyho fotbalového týmu. Hoppy neustále dostává míčem do obličeje, kvůli čemuž se rozpláče a Kecka se ho rozhodne vyřadit ze hry. Při závěrečném zápase však poslední míč, který zasáhne Hoppyho obličej, přinese týmu vítězství. 2. Katie Ka-Boom se rozzuří, když jí rodiče nedovolí nosit oblečení, které je ve škole „in“ (v módě), protože jí zviditelňuje pupík. 3. Sourozenci Warnerovi se probudí z pozastavené animace ve vesmírné lodi v parodii na film 2001: A Space Odyssey. Když jim počítač lodi AL5000 přikáže, aby se vrátili do svých spacích modulů, sourozenci to odmítnou a věci se jim vymknou z rukou. 4. Sourozence Warnery navštíví cenzoři televize poté, co napadli Attilu, protože jejich kreslené filmy jsou příliš násilné. |           | |                                                                |                                                                                                   |                    |
| 82 | 13        | Wakko's 2-Note SongPanama CanalHello NurseThe Ballad of MagellanThe Return of the Great WakkorottiThe Big Wrap Party Tonight | Rusty MillsAudu PadenAudu Paden a Barry CaldwellJon McClenahan | Peter HastingsJohn P. McCannRandy RogelJohn P. McCann a Paul RuggTom Ruegger                      | 24. února 1996     |
| 1. Wakko dokazuje doktoru Schratchnsniffovi, že píseň složená ze dvou tónů je skutečná hudba. 2. Yakko zpívá píseň na latinskoamerické vodní cestě na melodii „Low Bridge“. 3. Wakko zpívá o Hello Nurse. 4. Sourozenci Warnerovi zpívají píseň o Ferdinandu Magellanovi na melodii „Git Along, Little Dogies“. 5. Wakko trpí laryngitidou a nemůže říhat, používá prdící zvuky pomocí rukou, aby zahrál „Čínský tanec“ z Čajkovského Louskáčkovy suity. 6. Sourozenci Warnerovi zpívají o svém velkém večírku u vodárenské věže. Zde ukončí třetí sérii. |           | |                                                                |                                                                                                   |                    |

### Čtvrtá řada (1996)
| Č. v seriálu | Č. v řadě | Původní název                                                               | Režie                                             | Scénář | Premiéra v USA     |
| --- | --------- | --------------------------------------------------------------------------- | ------------------------------------------------- | --- | ------------------ |
| 83 | 1         | One Flew Over the Cuckoo Clock                                              | Jon McClenahan a Rusty Mills                      | Nicholas Hollander, Jeff Kwinty a Tom Ruegger                                                                 | 7. září 1996       |
| Hoppy uvěří, že se jeho teta Kecka zbláznila, protože příliš často sleduje bulvární talk show. Umístí ji do domova důchodců pro kreslené postavičky. Když se Kecka dozví, že už Hoppyho nemůže vidět, pokusí se z domova důchodců utéct. Parodie na film Přelet nad kukaččím hnízdem.                                                                  |           |                                                                             |                                                   | |                    |
| 84 | 2         | Cutie and the BeastBoo HappensNoel                                          | Audu PadenCharles Visser                          | Kevin HoppsRafael Rosado a Audu PadenRandy Rogel                                                              | 7. září 1996       |
| 1. Parodie na Disney film Kráska a zvíře s hrdinkou Dádou, které se ujme zvíře v podání tasmánského čerta. 2. Kohout Boo přehrává Forresta Gumpa. 3. Sourozenci Warnerovi zpívají Noela velmi zvláštním způsobem. |           |                                                                             |                                                   | |                    |
| 85 | 3         | JokahontasBoids on the HoodMighty Wakko at the Bat                          | Liz HolzmanAudu Paden                             | Earl KressLance FalkRandy Rogel                                                                               | 14. září 1996      |
| 1. Parodie na Disneyho film Pocahontas, kde Dáda hraje Pocahontase a Mel Gibson (hlas poskytl Jeff Bennett) Johna Smithe. 2. Peřáci se mstí panu Plotzovi. Na pozadí hraje hudba z filmu Ride of the Valkyries. 3. Yakko vypráví parodii na báseň Casey at the Bat s posádkou Animáci v roli Mudville Nine a Wakka v roli Casey.                       |           |                                                                             |                                                   | |                    |
| 86 | 4         | A Very Very Very Very Special ShowNight of the Living ButtonsSoda Jerk      | Liz HolzmanAl ZeglerAudu Paden                    | Randy RogelNick DuBoisRafael Rosada, Enrique May a Audu Paden                                                 | 21. září 1996      |
| 1. Sourozenci Warnerovi, ve zjevné snaze získat cenu za humanitární animaci, natočí extrémně politicky korektní animovaný film. 2. Minka honí žábu po hřbitově, zatímco Očko se snaží udržet na uzdě probouzející zombie. 3. Poté, co Wakko dostane škytavku, protože vypil mléčný koktejl na jeden hlt, Yakko a Dáda se ho pokusí vyléčit.            |           |                                                                             |                                                   | |                    |
| 87 | 5         | From Burbank with LoveAnchors A-WarnersWhen You're Traveling from Nantucket | Charles Visser—                                   | John P. McCannNick DuBoisRandy Rogel (hudba a text)                                                           | 28. září 1996      |
| 1. Sourozenci Warnerovi jsou partnery Bonda, agenta 0007, během mise. Cílem je zastavit zlého (a malého) Roye Blowfingera, který ukradl všechno zlato z Fort Knox, aby si mohl koupit větší hlavu. 2. Doktor Scratchansniff se vydává na plavbu. Naneštěstí pro něj se k němu přidají sourozenci Warnerovi. 3. Yakko zpívá o různých časových pásmech. |           |                                                                             |                                                   | |                    |
| 88 | 6         | Papers for PapaAmazing GladiatorsPinky and the Ralph                        | Audu PadenAl Zegler—                              | Brett Baer a David Finkelnámět: Richard Dasakas scénář: Herb Moore, Andrew Austin, John Over a Kevin Franks — | 19. října 1996     |
| 1. Sourozenci Warnerovi pronásledují Ernesta Hemingwaye po celém světě, když odmítne podepsat dodávku kancelářských potřeb. Rozhodl přestat psát, když dostal spisovatelský blok. 2. Hroši soutěží v parodii na seriál American Gladiators. 3. Ukázka fiktivního spin-offu, v němž vystupují Ruda a hlídač Ralph.                                      |           |                                                                             |                                                   | |                    |
| 89 | 7         | 10 Short Films About Wakko WarnerNo Time for LoveThe Boo Network            | Audu PadenCharles Visser                          | Tom Minton a Paul RuggMarlowe Weisman a Laraine ArkowJohn Dubiel                                              | 2. listopadu 1996  |
| 1. 10 krátkých filmů s Wakkem jako obvykle. 2. Samec hodinové kukačky se zamiluje do skutečné ptačí samičky a snaží se na hodinu získat její lásku, ačkoli se stále stahuje do svých hodin. 3. Kohout Boo se převlékne a vytvoří televizní program, který se všem líbí nejvíc, i přesto, že jsou všechny pořady s kuřecí tematikou.                    |           |                                                                             |                                                   | |                    |
| 90 | 8         | Pitter Patter of Little FeetMindy in WonderlandRalph's Wedding              | Audu PadenCharles VisserAudu Paden a Jeff Siergey | Llyn Hunter, Enrique May a Audu PadenNick DuBoisSherri Stonerová                                              | 16. listopadu 1996 |
| 1. Hrochům se narodilo nové dítě v podobě Kápa. 2. Minka honí králíka a Očko se ji snaží ochránit ve světě podobném Alence v říši divů. 3. Hlídač Ralf a Kohout Boo se nečekaně ožení. |           |                                                                             |                                                   | |                    |

### Pátá řada (1997–98)
| Č. v seriálu | Č. v řadě | Původní název                                                            | Režie                                                                 | Scénář                                                                                                   | Premiéra v USA     |
| --- | --------- | ------------------------------------------------------------------------ | --------------------------------------------------------------------- | --- | ------------------ |
| 91 | 1         | Moosage in a BottleBack in StyleBones in the Body                        | Frank Molieri a Jon McClenahanLiz Holzman                             | Randy Rogel a Gordon BressackTom MintonRandy Rogel                                                       | 8. září 1997       |
| 1. Sourozenci Warnerovi se ztratí na moři a najdou vzkaz v láhvi. 2. Po uzavření Termití terasy v roce 1962 Plotz půjčuje sourozence Warnery jiným kresleným studiím, aby pomohl Warner Bros. udržet ziskovost. 3. Sourozenci Warnerovi zpívají o všech kostech v těle a k demonstraci používají pana Lebkouna (Mr. Skullhead). |           |                                                                          |                                                                       | |                    |
| 92 | 2         | ItDot - The Macadamia NutBully for Skippy                                | Jon McClenahan                                                        | Lenord Robinson a Lennie K. GravesTom Ruegger (text)námět: Nick DuBois a Tom Ruegger scénář: Nick DuBois | 13. září 1997      |
| 1. Wakka pronásleduje něco děsivého za kamerou (Dáda, která si s ním hraje na honěnou). 2. Parodie na videoklip „Macarena“. Píseň, kterou zpívá Dáda — alias „Macadamia“. 3. Hoppy je nucen vypořádat se se školním tyranem Dukem, zatímco veverka Kecka čelí obhájci násilí z kreslených filmů. |           |                                                                          |                                                                       | |                    |
| 93 | 3         | Cute First (Ask Questions Later)AcquaintancesHere Comes AttilaBoo Wonder | Liz HolzmanAudu PadenAudu Paden a Charles Visser                      | Ralph SollGordon Bressack a Charles M. Howell IVJohn P. McCannMarcus Williams                            | 11. října 1997     |
| 1. Sněhurce kouzelné zrcadlo prozradí, že už není nejkrásnější ze všech, a tak se rozhodne vyrovnat si účty s Dádou, která ji v této příčce vystřídala. 2. Sourozenci Warnerovi přicházejí do Spojených států jako přistěhovalci a vtrhnou do domu herců seriálu Přátelé. 3. Sourozenci Warnerovi zpívají o Attilovi. 4. Kohout Boo se ujme role Batmanova pomocníka Robina, aby zastavil zlého Jokera.                                                                               |           |                                                                          |                                                                       | |                    |
| 94/95 | 4/5       | Hooray for North Hollywood                                               | Stephen Lewis, Herb Moore, David Pryor a Kirk TingbladKirk Tingblad   | Randy Rogel a Tom Ruegger                                                                                | 3. ledna 1998      |
| 1. část: Sourozenci Warnerovi napíší scénář k filmu, ale pan Plotz ho odmítne, a tak se rozhodnou přepadnout galavečer v naději, že se dohodnou s jiným studiem. 2. část: Poté, co se film sourozenců Warnerů stane kasovním trhákem, Plotz přijde o práci. Oni si však uvědomí, že jim chybí jeho křik, a snaží se ho přivést zpět. |           |                                                                          |                                                                       | |                    |
| 96 | 6         | The CarpoolThe Sunshine Squirrels                                        | Stephen LewisRussell Calabrese a Stephen Lewis                        | Nick DuBois a Randy RogelKevin Hopps                                                                     | 21. února 1998     |
| 1. Sourozenci Warnerovi se připojí ke společné jízdě autem, při níž přivádějí ostatní cestující k šílenství. 2. Veverka Kecka a její stará partnerka Suzi Squirrel se znovu setkávají, aby uvedly starý skeč v televizní show. |           |                                                                          |                                                                       | |                    |
| 97 | 7         | The Christmas TreePunchline (Part 1)Prom NightPunchline (Part 2)         | Mike Milo—Charles Visser—                                             | Nick DuBois, Kevin Hopps, Randy Rogel a Tom Ruegger—Nicholas Hollander—                                  | 25. dubna 1998     |
| 1. Strom veverky Kecky byl uříznut a převezen do New Yorku, aby byl použit jako vánoční stromek v Rockefeller Center. Kecka následně přivádí všechny k šílenství, když se snaží usnout. 2. Kohout Boo a několik dalších postav řeší věčnou otázku: „Proč to kuře přešlo přes cestu?“ 3. Katie Ka-Boom byla pozvána na maturitní ples. Dostala se však do hádky s rodiči kvůli večerníčku a tomu, co si má koupit. 4. Řeší se další věčná otázka: „Co bylo dřív: slepice, nebo vejce?“ |           |                                                                          |                                                                       | |                    |
| 98 | 8         | Magic TimeThe Brain's Apprentice                                         | Audu Paden a Jon McClenahanBarry Caldwell, Greg Reyna a Ron Fleischer | John P. McCannRandy Rogel                                                                                | 9. května 1998     |
| 1. Sourozenci Warnerovi způsobí zmatek, když je slavní kouzelníci Schnitzel a Floyd (parodie na Siegfrieda a Roye) pozvou jako dobrovolníky do svého představení. 2. Parodie na baladu Čarodějův učeň z filmu Fantazie. Kápo staví roboty a téměř se mu podaří ovládnout svět, ale Ruda mu to jako obvykle pokazí. |           |                                                                          |                                                                       | |                    |
| 99 | 9         | Birds on a WireThe Scoring SessionThe Animaniacs Suite                   | —Mike Milo—                                                           | —Nick DuBois, Kevin Hopps, Randy Rogel a Tom RueggerEditace: Al Breitenbach Skladba: Richard Stone       | 14. listopadu 1998 |
| 1. Peřáci se dívají na východ slunce a komentují ho. 2. Sourozenci Warnerovi vystřídají Richarda Stonea (který má pro dnešek volno) a přivedou Neivela Nosenesta k šílenství. 3. Ukázka „prvních 99 epizod“ epizod seriálu Animáci v orchestrální úpravě znělky a motivů různých postav. |           |                                                                          |                                                                       | |                    |

## Speciály

### Speciál Maratón (1998)
| Originální název | Premiéra v USA   |
| --- | ---------------- |
| Animaniacs Attack Marathon | 4. července 1998 |
| Tyto krátké díly zahrnují: - The Monkey Song - The Kid in the Lid - Method to Her Madness - I'm Mad - Taming of the Screwy - Moon Over Minerva - Wakko's America Song / Cutie and The Beast - Pitter Patter of Little Feet - Dot- The Macadamia Nut - Potty Emergency - King Yakko - Schnitzelbank - West Side Pigeons - The Great Wakkorotti: The Master & His Music - Super Strong Warner Siblings - The Great Wakkorotti: The Summer Concert - Clown and Out - The Return of the Great Wakkorotti - Astro-Buttons - Yakko's World - Video Review - Please Get a Life Foundation - Nighty-Night Toons / Cold Ending #1 |                  |

### Film (1999)
| Originální název | Režie                                  | Scénář | Obrázkový scénář | Premiéra v USA    |
| --- | -------------------------------------- | --- | --- | ----------------- |
| Wakko's Wish | Liz Holzman, Rusty Mills a Tom Ruegger | námět: Tom Ruegger scénář: Tom Ruegger, Nick DuBois, Earl Kress, Kevin Hopps, Charles M. Howell IV and Randy Rogel | Barry Caldwell, Curtis Cim, Karen Ciraulo, Rob Davies, Sandra Frame, Mary Hanley, Diane Kredensor, Michael Labash, Enrique May, Eric McConnell, Norma Rivera-Klingler, Rhoy Shishido, Jason So, Neal Sternecky, Kirk Tingblad, Keith Tucker a Charles Visser | 21. prosince 1999 |
| Děj filmu se odehrává v zimě. Všichni lidé (včetně mima) žili šťastně až do smrti, avšak sourozenci Warnerovi jsou zde líčeni jako sirotci. Žijí v chudém městě, kterému vládne král, jenž město velmi zatěžuje daněmi. Wakko vysloví hvězdě (Wishing Star) přání uzdravit nemocnou Dot. Hvězda následně dopadne do hor. Sourozenci se tedy snaží dostat k hvězdě dříve než všichni ostatní z města. Film obsahuje všechny postavy ze seriálu a mnoho nezapomenutelných gagů. Poznámka: Film byl vytvořen digitálními barvami a tuší. |                                        | | |                   |

## Domácí média

### VHS
Několik videí bylo vydáno na VHS ve Spojených státech, Velké Británii a Austrálii. Britské a australské VHS kazety byly zařazeny do svazků, které byly většinou náhodně zpřeházeny a nejsou nijak zvlášť řazeny. Americké videokazety však (s výjimkou Animaniacs Stew) obsahují epizody, které byly zaměřeny na jedno obecné téma. Každé video obsahovalo čtyři až pět skečů a bylo doprovázeno hrstkou úvodních skečů. Stopáž byla přibližně 45 minut.

### Spojené království/Austrálie
| Název videa (svazky) | Ep # | Datum vydání    | Obsažené epizody |
| -------------------- | ---- | --------------- | --- |
| Svazek 1             | 4    | 27. března 1995 | Ups and Downs; Critical Condition; Wally Llama; Spell-Bound                                                                     |
| Svazek 2             | 5    | 27. března 1995 | Drive Insane; Cat on a Hot Steel Beam; With Three You Get Egg-Roll; Jockey for Position; Woodstock Slappy                       |
| Svazek 3             | 7    | 23. října 1995  | Hooked on a Ceiling; The Big Kiss; Mesozoic Mindy; The Flame; Chicken Boo-Ryshnikov; Nothing But the Tooth; Pavlov's Mice       |
| Svazek 4             | 6    | 23. října 1995  | Cookies for Einstein; Hiccup; The World Can Wait; The Wild Blue Yonder; Hurray for Slappy; The Three Muska-Warners              |
| Svazek 5             | 5    | 3. června 1996  | Draculee, Draculaa; Phranken-Runt; Scare Happy Slappy; Brain Meets Brawn; Hot, Bothered and Bedeviled                           |
| Svazek 6             | 3    | 3. června 1996  | Chairman of the Bored; Ta da Dump, Ta da Dump, Ta da Dump Dump Dump; Smell Ya Later; Lookit the Fuzzy Heads; Where Rodents Dare |

### Spojené státy americké
| Název videa (sbírky)                     | Ep # | Datum vydání   | Obsažené epizody |
| ---------------------------------------- | ---- | -------------- | --- |
| An Animaniacs Sing-Along: Yakko's World  | 10   | 24. srpna 1994 | Yakko's World; Wakko's America; I'm Cute; H.M.S. Yakko; I'm Mad; Schnitzelbank; Make a Gookie; Our First Day of School |
| Animaniacs: The Warners Escape           | 4    | 24. srpna 1994 | Newsreel of the Stars; De-Zanitized; Temporary Insanity; Hello Nice Warners; Video Review |
| Animaniacs Stew                          | 7    | 24. srpna 1994 | Slappy Goes Walnuts; Operation Lollipop; Sir Yaksalot; In the Garden of Mindy; Baghdad Café; Yes, Always; Bumbie's Mom |
| Animaniacs: Helloooo, Holidays!          | 8    | 24. srpna 1994 | Twas the Day Before Christmas; Little Drummer Warners; The Great Wakkorotti: The Holiday Concert; A Christmas Plotz; Jingle Boo; Yakko's Universe; A Gift of Gold; Nighty-Night Toons                                                              |
| Animaniacs: Spooky Stuff                 | 6    | 13. srpna 1996 | Draculee, Draculaa; Phranken Runt; Meatballs or Consequences; Hot, Bothered, and Bedeviled; Scare Happy Slappy; Witch One |
| An Animaniacs Sing-Along: Mostly in Toon | 12   | 13. srpna 1996 | The Ballad of Magellan; The Presidents Song; The Planets; The Panama Canal; Be Careful What You Eat; A Quake, a Quake!; The Big Wrap Party Tonight; The Senses; What Are We?; All the Words in the English Language; The Tiger Prince; Hello Nurse |

### DVD
Svazek 1 se prodával celkem hojně; více než polovina produktu se prodala během prvního týdne, což z něj činilo jeden z nejrychleji prodávaných animovaných DVD setů, které kdy společnost Warner Home Video vydala. Všech 99 epizod je k dispozici ve čtyřech DVD boxech, i když mimo region 1 byl vydán pouze první díl. Dne 2. října 2018 byl vydán DVD box kompletní série, který obsahuje všech 99 epizod a film Wakko's Wish.
| Název DVD | Ep # | Datum vydání                                             | Doplňující informace |
| --------- | ---- | -------------------------------------------------------- | --- |
| Svazek 1  | 25   | 25. července 2006 (Region 1) 3. prosince 2018 (Region 2) | Tento pětidiskový box obsahuje prvních 25 epizod 1. série. Obsahuje celovečerní film „Animaniacs Live!“, kde Maurice LaMarche vede ve studiu prostřednictvím satelitní velkoplošné televize rozhovor s přáteli Animáků (hlasovými herci, skladateli atd.), kteří komentují seriál. Celovečerní film je prezentován v původním televizním formátu, s prostorovým zvukem Dolby Digital 5.1 v angličtině, francouzštině a maďarštině a s francouzskými, portugalskými, španělskými, rumunskými a slovinskými titulky. |
| Svazek 2  | 25   | 5. prosince 2006                                         | Tento pětidiskový box obsahuje dalších 25 epizod (26—50) 1. série. Obsahuje celovečerní film „The Writers Flipped, They Have No Script“, kde Maurice LaMarche vede setkání scenáristů o jejich nejoblíbenějších epizodách Animáků. |
| Svazek 3  | 25   | 19. června 2007                                          | Tento pětidiskový box obsahuje posledních 15 epizod (51—65) 1. série, všechny čtyři epizody (66—69) 2. série a prvních šest epizod (70—75) 3. série. Obsahuje dva fejetony „They Can't Help It If They're Cute, They're Just Drawn That Way“: objeví se zde designéři postav, scenáristé a výtvarníci, kteří vdechli Wakkovi, Yakkovi a Dot život. Druhým fejetonem je „They're Totally Insane-y: In Cadence with Richard Stone“: Hudba seriálu Animáci s poctou zesnulému skladateli.                             |
| Svazek 4  | 24   | 5. února 2013                                            | Tento závěrečný třídiskový box obsahuje sedm zbývajících epizod 3. série (76—82) a všechny epizody 4. série (83—90) a 5. série (91—99). Tento svazek neobsahuje žádné speciály. |